# Pseudocalotes brevipes
Pseudocalotes brevipes är en art av ödlor som beskrevs av Franz Werner 1904. Den ingår i släktet Pseudocalotes och familjen agamer. Internationella naturvårdsunionen (IUCN) kategoriserar arten globalt som livskraftig. Inga underarter finns listade i Catalogue of Life.